# Мещерка (река)
Мещерка (Красивка) — река в России, протекает по Усманскому району Липецкой области. Левый приток Воронежа.

## География
Река Мещерка берёт начало у села Октябрьское. Течёт на запад по территории Колодецкого заказника. Устье реки находится у села Вертячье в 116 км от устья реки Воронеж. Длина реки составляет 34 км, площадь водосборного бассейна — 139 км².
На реке образовано несколько прудов. На реке расположен одноимённый посёлок Мещерка.

## Данные водного реестра
По данным государственного водного реестра России относится к Донскому бассейновому округу, водохозяйственный участок реки — Воронеж от города Липецк до Воронежского гидроузла, речной подбассейн реки — бассейны притоков Дона до впадения Хопра. Речной бассейн реки — Дон (российская часть бассейна).
Код объекта в государственном водном реестре — 05010100612107000003111.